# Манна небесна
Манна небесна, съгласно Библията, е храна, с която са се хранили Моисей и израилтяните по време на 40-годишните им скитания след напускането на Египет.
Когато евреите свършили всичкия хляб, взет от Египет, Господ им изпрати храна, която приличала на бели малки зрънца или на дребна градушка. „А манната приличаше на кориандрово семе и беше на вид като бделий.“ (Числа, глава 11:7) Названието „манна“ е дадено на тази храна, защото когато евреите го видели за първи път, те се питали един друг: „ман-ху?“ („какво е това?“), а Моисей отговорил „Това е хляб, който Господ ви е дал за храна!“. Затова и евреите нарекли този хляб манна. Манната покривала земята около еврейския стан всяко утро по време на пътешествието им, освен съботите.
Манната се събирала сутрин, защото към обяд се топяла под слънчевите лъчи. Според текстовете агада, когато се хранели с манна, младежите усещали вкус на хляб, старците – на мед, а децата – на масло.
Манната се съхранява заедно с разцъфтелия жезъл на Аарон и скрижалите на Завета в кивота, който се намира в Светая Светих на Йерусалимския храм (Послание към евреите)
Манна се споменава и в Корана, в сура Ал-Бакара.

## Хипотези за произхода
- Медна роса освобождаван от вечнозелено дърво, когато е било нападнато от определен вид листни въшки,[4] открити в Синай и описани от германския ботаник Г. Еренберг през 1823 г.;
- Лишейна манна (Lecanora esculenta), разпространена в каменистите пустини в Южна Азия и Северна Африка.
- Есенна мана – сок, изтекъл от наранените клончета на тамарикса (Tamarix mannifera, сем. Tamaricaceae), разпространен от Египет до Афганистан;
- Насекоми;
- Гъби.

## Преносно значение
Терминът е породил няколко израза, измежду които:
- „Паднали от небето“ – блага̀, получени даром;
- „Да чакаш нещо като манна небесна“ – да чакаш нещо с нетърпение, да се надяваш, че нещата ще се случат от само себе си;
- „Да се храниш с манна небесна“ – да живееш в бедност, със случайни доходи.